# Municipio de Pickaway (Ohio)
El municipio de Pickaway (en inglés: Pickaway Township) es un municipio ubicado en el condado de Pickaway en el estado estadounidense de Ohio. En el año 2010 tenía una población de 2041 habitantes y una densidad poblacional de 16,1 personas por km².

## Geografía
El municipio de Pickaway se encuentra ubicado en las coordenadas 39°31′19″N 82°54′53″O / 39.52194, -82.91472. Según la Oficina del Censo de los Estados Unidos, el municipio tiene una superficie total de 126.8 km², de la cual 126,2 km² corresponden a tierra firme y (0,48 %) 0,61 km² es agua.

## Demografía
Según el censo de 2010, había 2041 personas residiendo en el municipio de Pickaway. La densidad de población era de 16,1 hab./km². De los 2041 habitantes, el municipio de Pickaway estaba compuesto por el 98,29 % blancos, el 0,59 % eran afroamericanos, el 0,1 % eran amerindios, el 0,1 % eran asiáticos, el 0,24 % eran de otras razas y el 0,69 % eran de una mezcla de razas. Del total de la población el 0,64 % eran hispanos o latinos de cualquier raza.